# 李家教
李家教，廣東拳術，為中國武術流派之一，屬於南拳門派，也是少林寺拳法的分支，是客家文化武術，是梅州非物質文化遺產。

## 源流
李家教的创始人是五华水寨的李铁牛，在清朝乾隆年间，李铁牛跟随父亲到福建莆田南少林苦练武艺，回乡之后，他钻研技艺，自成一派，称为李家教。目前李家教分为梅州跟潮汕两派支系，梅州系是李鐵牛所傳傳統套路，潮汕系則另有創新。

## 介紹
李家教的特点是“刁钻凶狠”“稳准狠毒”，套路结构严整，动作紧凑刚劲，发劲饱满，进攻性强。它不图花俏的架子，而是立足于实用。。李家教拳讲实用之近身搏击，多以正门攻守，不受招式拘束，只求身腰紧凑，劲马严谨，手法劲快，功意求一，归纳成“后发制人，寓守于攻”技击八字。套路上体现了“拙、缓、简”，即拙中藏巧、始缓终速，化繁为简。

## 套路
李家教拳派套路共分吞吐拳、鵝剪拳、馳步拳、接手拳、插箭拳五套；器械方面，槌棍以十八虎樁槌為主，精劍、精刀、掌器均有雌雄套路之分及鏈鐧套路等。刚柔相济、从硬转软，再转柔，由于其系统齐全，脉络清晰。

## 來源
1. 1 2  .   [2022-12-24]. （原始内容存档于2022-12-25）.
2. 1 2  .   [2022-12-24]. （原始内容存档于2022-12-25）.